# Hélia Correia
Hélia Correia (Lisboa, fevereiro de 1949) é uma escritora e tradutora portuguesa, tendo sido laureada ao longo da sua carreira literária. Foi galardoada com o Prémio Camões 2015.

## Biografia
Hélia Correia nasceu em Lisboa em fevereiro de 1949, e cresceu em Mafra, terra da família materna, na qual frequentou o ensino primário e liceal. Finalizou os estudos liceais em Lisboa, cidade onde também viria a frequentar a Faculdade de Letras. Licenciou-se em Filologia Românica, tendo concluído, mais tarde, uma pós-graduação em Teatro da Antiguidade Clássica. É professora de Língua Portuguesa do ensino secundário. Foi também responsável por diversas traduções.
Começou a publicar poesia em páginas literárias de jornais (Diário de Lisboa, República e A Capital) , revistas (Vértice)  e antologias em 1968.
Em 1981, estreou-se na novelística com O Separar das Águas; em 1982, foi a vez d'O Número dos Vivos. A novela Montedermo, encenada pelo grupo de teatro O Bando, acabou por dar à autora um certo destaque. Enfoque esse que reflete, desde muito cedo, o gosto da autora pelo teatro e pela Grécia clássica.
Destacam-se ainda, na sua produção literária, os romances Casa Eterna e Soma. Já em poesia, há que salientar A Pequena Morte/Esse Eterno Canto.
Em 2010, Hélia Correia publicou o romance biográfico Adoecer, em que aborda a história de amor entre Elisabeth Siddal e o poeta e pintor pré-rafaelita Dante Gabriel Rossetti. Em 2012 publica a obra A Terceira Miséria, que foi duplamente premiado na modalidade de Poesia.

## Prémios e Reconhecimento
Foi galardoada com o Prémio Camões em 2015.
Em 2017 foi distinguida pela Asociación de Escritoras e Escritores en Lingua Galega como Escritora Galega Universal.
Ganhou o Prémio Literário Guerra Junqueiro, atribuído na edição de 2021 do Festival Internacional de Literatura de Freixo de Espada à Cinta.
Voltou a ser distinguida nos Prémios do P.E.N. Clube Português de 2021, na categoria Poesia, com o livro Acidentes. 
Em 2024 é galardoada com o Prémio FLUL Alumni atribuído pela Faculdade de Letras da Universidade de Lisboa.

## Obra
- Ficção
  - 1981 - O Separar das Águas
  - 1982 - O Número dos Vivos
  - 1983 - Montedemo
  - 1985 - Villa Celeste - Novela ingénua
  - 1987 - Soma
  - 1988 - A Fenda Erótica
  - 1991 - A Casa Eterna
  - 1996 - Insânia
  - 2001 - Lillias Fraser (Prémio de Ficção do Pen Club)
  - 2001 - Antartida de mil folhas
  - 2002 - Apodera-te de mim
  - 2006 - Bastardia
  - 2008 - Contos
  - 2010 - Adoecer
  - 2018 - Um Bailarino na Batalha

- Poesia
  - 1986 - A Pequena Morte / Esse Eterno Canto
  - 2012  – A Terceira Miséria

- Teatro
  - 1991 - Perdição, Exercício sobre Antígona
  - 1991 - Florbela
  - 2000 - O Rancor, Exercício sobre Helena
  - 2005 - O Segredo de Chantel
  - 2008 - A Ilha Encantada (versão para jovens de William Shakespeare)

- Para a Infância
  - 1988 - A Luz de Newton (7 Histórias de Cores)